# Caso ruta 66
En la madrugada del 23 de abril de 1975, durante un patrullaje, tres jóvenes paulistas de clase media - Francisco Nogueira Noronha, José Augusto Diniz Junqueira y Carlos Ignácio Rodrigues Medeiros, fueron asesinados en una acción policial promovida por el equipo 66 de Rondas Ostensivas Tobías de Aguiar (ROTA). el caso pasó a ser conocido Caso ruta 66. Los policías involucrados fueron el sargento José, el cabo Roberto y los militares Antonio, Claudio y Francisco.

## Suceso
Durante un patrullaje de rutina en la Rua João Clemente, en el barrio Jardins, en São Paulo, un vehículo ROTA, perteneciente al equipo 13, vio a tres jóvenes junto a un vehículo Puma, estacionado en el garaje de una de las casas. Los tres chicos eran Francisco Nogueira Noronha, de 17 años, conocido como Chiquinho; José Augusto Diniz Junqueira, de 19 años, conocido como Gugu; y Carlos Ignácio Rodrigues Medeiros, de 22 años, conocido como Pancho. Estaban robando el casete del vehículo, propiedad de Roberto de Carvalho Veras, un conocido del trío. Tan pronto como vieron el auto, se subieron al Beetle azul y huyeron corriendo del lugar. La persecución transcurrió por la Rua Maestro Chiafarelli, cruzó la Avenida Brasil, entró en la Avenida 9 de Julio, donde la Ruta 13 perdió de vista al Escarabajo, pero a partir de ahí el vehículo del equipo ROTA 66 continuó la persecución, que terminó en la Rua Argentina, cuando el La policía disparó varias veces a Beetle y se estrelló contra un poste. Gugu, sentado detrás del asiento del conductor, fue asesinado a tiros mientras aún estaba dentro del automóvil. Chiquinho y Pancho bajaron del auto y fueron baleados. Los tres ocupantes fueron asesinados por la policía, pero aun así fueron trasladados al Hospital das Clínicas por el equipo ROTA 17, pero no sobrevivieron.

## Investigación y desarrollo
Inicialmente se descubrió que el Escarabajo no tenía denuncia por robo. Las investigaciones evidenciaron contradicciones en relación con lo informado por los cinco policías involucrados en el caso, quienes afirmaron que hubo un intercambio de disparos durante el incidente. Chiquinho tenía un orificio de bala en la axila, lo que indica que el disparo había sido realizado mientras tenía los brazos en alto. Los revólveres presuntamente incautados por la policía, dos calibre 22 y uno calibre 32, fueron analizados por el Departamento de Orden Político y Social (Dops), y se descubrió que una de las armas estaba en posesión de la policía antes del incidente. indicando que el arma fue colocada por la policía para justificar la muerte de los chicos.
Otra contradicción que surgió en las investigaciones fue el testimonio de un testigo, que afirmó haber escuchado a uno de los muchachos rogándoles que no dispararan, oponiéndose al intercambio de disparos, la versión oficial de los policías.
Para acompañar las investigaciones de manera imparcial, los familiares de las víctimas contrataron al criminalista Paulo José da Costa. Todos los indicios indicaban que el vehículo fue ametrallado por agentes policiales.

### Juicio y absolución
El caso pasó por los tribunales comunes hasta 1979, cuando la fiscalía creyó en la condena de los policías. Ese año, el Supremo Tribunal Federal (STF) anuló el proceso y ordenó que el caso fuera juzgado por el Tribunal Militar. El 24 de junio de 1981 los policías fueron absueltos.
En una entrevista concedida a Erasmo Dias en julio de 2004, el ex Secretario de Seguros del Estado de São Paulo entre 1974 y 1977 afirmó que los adolescentes estaban desarmados y que les habían sembrado armas y marihuana. Además, Erasmo admitió que el sistema utilizado por los policías era común y no era la última ni la primera vez que ocurría algo de este tipo.

## Libro
El caso fue detallado en la obra de Caco Barcellos, Ruta 66: la historia de la policía que mata, donde el periodista parte del caso y señala varios otros incidentes de violencia policial en el estado de São Paulo.